# Rumble (веб-сайт)
Rumble (с англ. — «грохот») — канадский видеохостинг и облачная система хранения, имеющий штаб-квартиры в канадском Торонто и Лонгбот-Ки (штат Флорида). Основан в октябре 2013 года канадским предпринимателем Крисом Павловски.
Сайт Rumble известен по своему сотрудничеству с медиагруппой Trump Media & Technology Group, в том числе и благодаря развитию социальной сети Truth Social. Платформа популярна среди граждан США, придерживающихся консервативных и ультраправых политических взглядов, и часто классифицируется как представитель alt-tech.

## Позиция сайта
Сайт Rumble с 2021 года сотрудничает с медиа-группой 45-го президента США Дональда Трампа «Trump Media & Technology Group». Он популярен среди американских пользователей консервативных взглядов.

## Скандалы и резонансные события
11 января 2021 года сайт Rumble подал в суд на компанию Google Inc., обвинив её в манипуляции поисковыми алгоритмами, благодаря которой результаты поиска в Google выводили на первое место видео от YouTube, а не от Rumble, снижая тем самым посещаемость Rumble и его доходы от рекламы. Rumble потребовал компенсации нанесённого ущерба, который составлял свыше 2 млрд. долларов США. По состоянию на август 2022 года дело находилось на стадии рассмотрения
2 ноября 2022 года владелец видеохостинга Rumble Крис Павловски закрыл доступ к хостингу во Франции, выступая против блокировки аккаунтов российских СМИ.
25 августа 2024 года глава видеохостинга Rumble Крис Павловски заявил, что покинул Европу после того, как основателя мессенджера Telegram Павла Дурова задержали в Париже. Павловски добавил, что Франция угрожала и его платформе и теперь «перешла красную черту», нарушив свободу слова.